# تشارلز لويس مولر
تشارلز لويس مولر (بالفرنسية: Charles Müller)‏ هو رسام فرنسي، ولد في 28 ديسمبر 1815 في باريس في فرنسا، وتوفي بنفس المكان في 9 يناير 1892.